# 예부 (신라)
예부(禮部)는, 신라의 중앙 관부 중 하나이다. 교육과 의례에 관한 업무를 담당하였던 관부이다. 